# Stolzenfels slott

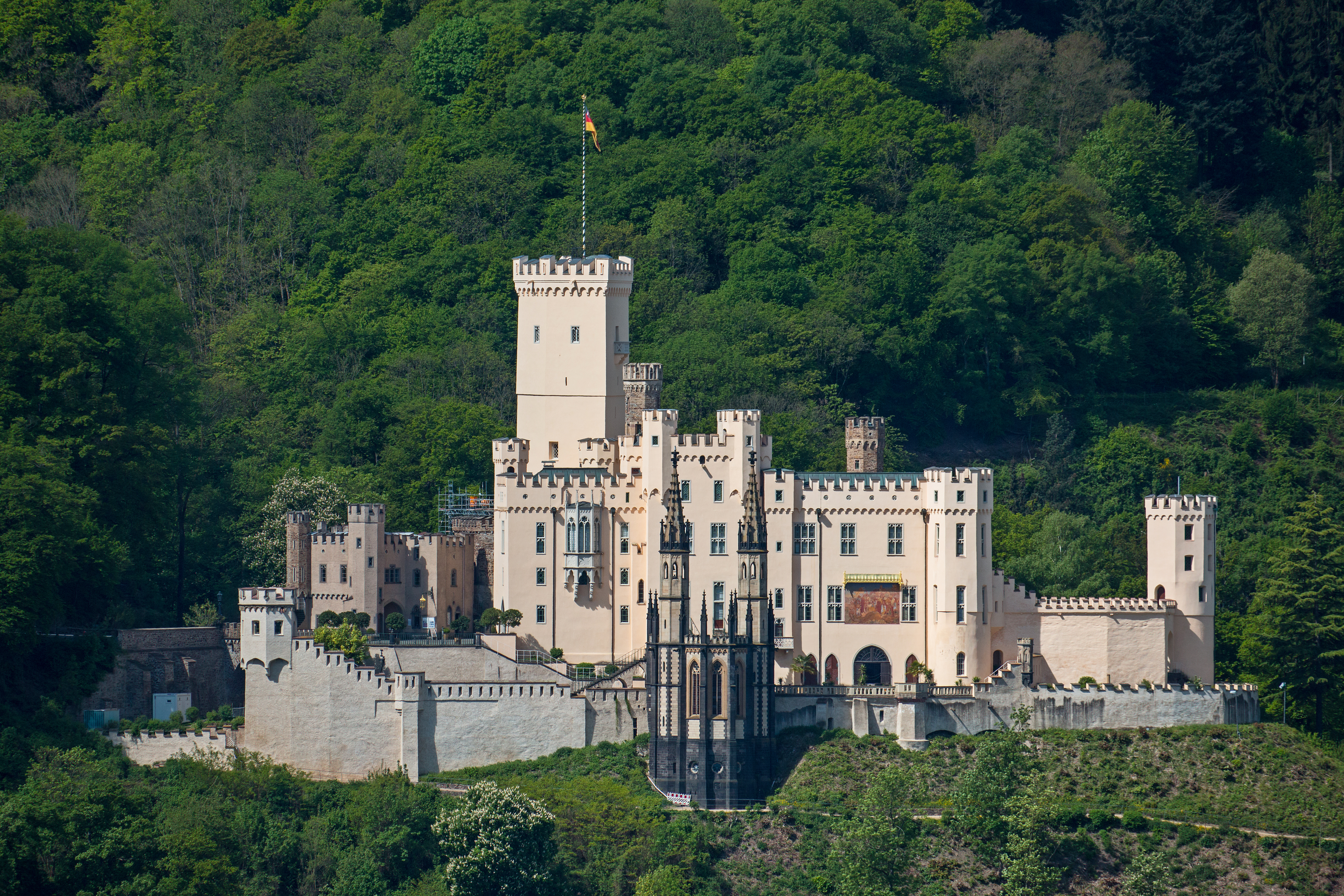
Schloss Stolzenfels

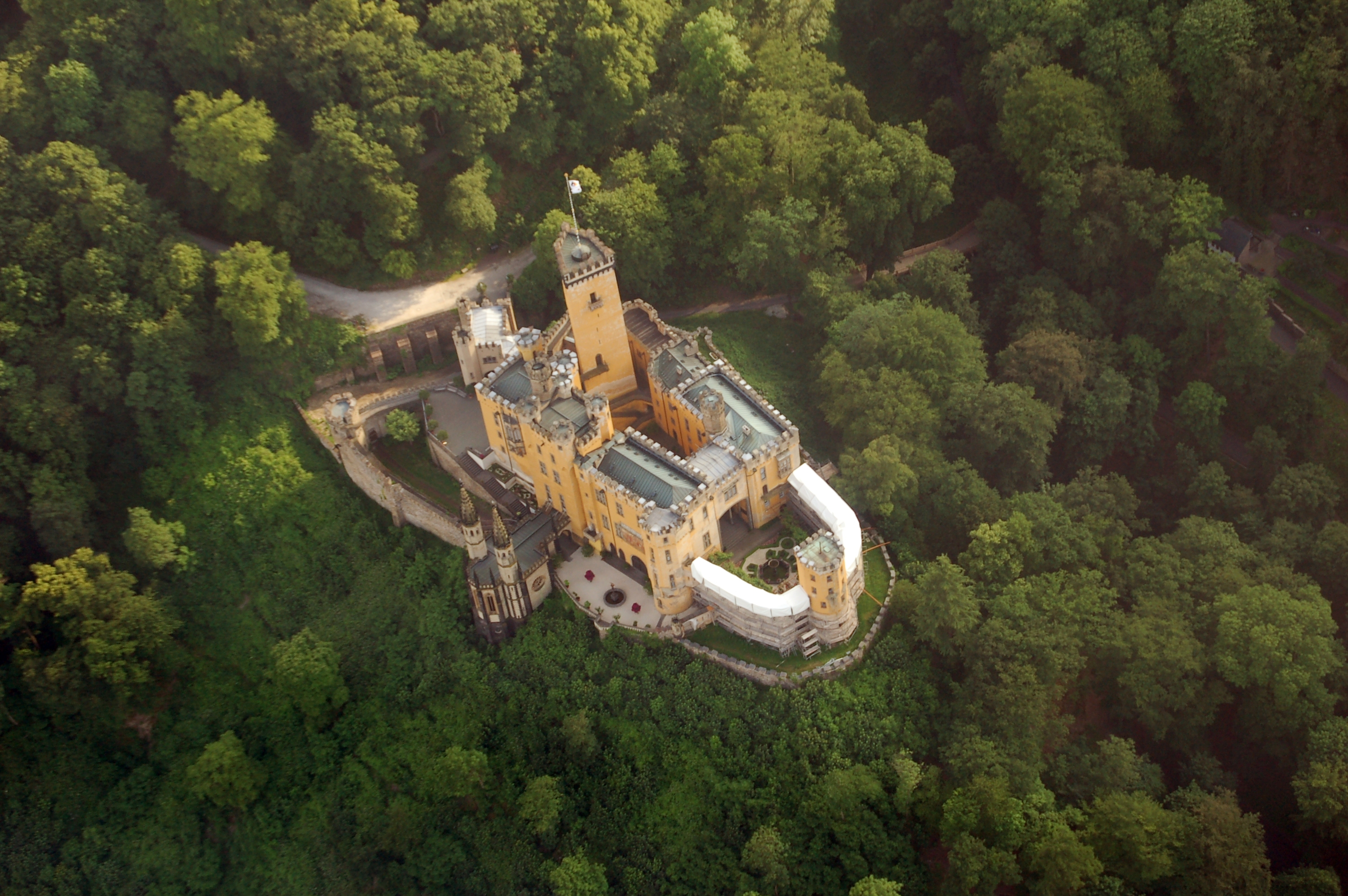
Flygbild över Schloss Stolzenfels

Stolzenfels (tyska Schloss Stolzenfels) är ett slott vid Rhen, nära Koblenz.
Ursprungligen byggt 1259 för att skydda en tullstation vid Rhen, utökades det flera gånger och ockuperades av franska och svenska trupper under trettioåriga kriget. Det förstördes slutligen 1689 av franska trupper och förblev en ruin till 1815, då det skänktes av staden Koblenz till dåvarande kronprins, senare Fredrik Vilhelm IV av Preussen.
Han lät bygga upp slottet igen i nygotisk stil 1826 efter ritningar av Karl Friedrich Schinkel och använde det under många år som sommarresidens. Efter kungens död 1861 användes det av hans änka Elisabeth Ludovika av Bayern som fortsatt sommarresidens fram till 1873.